# Saerom Animation
Saerom Animation, Inc es un estudio de animación con sede en Corea del Sur, que fue fundada en 1987 por Kil Whan Kim. Si bien se ha animando programas de estudios de animación estadounidenses, la compañía ha comenzado a hacer sus caricaturas a partir de 2003.

## Producciones
- Adventure Time
- Adventures of Sonic the Hedgehog (Acreditado como Sae Rom Production Co. Ltd)
- The Antenna Adventures
- The Avengers
- Aladdin
- American Tales
- Battletoads
- Beetlejuice
- Captain Planet
- CatDog
- Clarence
- Clerks: The Animated Series
- Cal and Rat (Acreditado como Sae Rom Production Co. Ltd)
- Darkwing Duck (Sin acreditar)
- Dora the Explorer
- Dora and Friends: Into the City!
- FernGully: The Last Rainforest (Acreditado como Sae Rom Production Co. Ltd)[2]
- Gadget Boy
- Gargoyles
- Go, Diego, Go!
- Hey Arnold!
- The Incredible Hulk
- Johnny Bravo
- Madeline
- Marsupilami
- The Marvelous Misadventures of Flapjack
- Monster Farm
- Mouse and the Monster
- My Gym Partner's a Monkey
- NASCAR Superchargers
- Ni Hao, Kai-Lan
- Oswald (Acreditado como Sae Rom Animation Co. Ltd)
- The Pink Panther (1993)
- Rainbow Six
- Regular Show
- Sam & Max: Freelance Police!!!
- Sandokan
- Sanjay and Craig
- Scooby-Doo! Mystery Incorporated (primera temporada, junto con with Lotto and DongWoo)
- Sonic Christmas Blast (acreditado como Sae Rom Production Co. Ltd)
- Stunt Dawgs
- The Twisted Tales of Felix the Cat
- Team Umizoomi
- Walter Melon
- What-a-Mess